# Икиш-Тишпак
Икиш-Тишпак — царь Эшнунны, правил в начале XVIII века до н. э. Его предшественник был царь Ибни-Эрра, а преемник—Даннум-тахаз

## Список датировочных форм
|   | |
| a | Год, когда Икиш-Тишпак вошёл в дом своего отца (то есть занял его место — стал царём) Greengus 32 n. 44 mu i-qi-isz-dtiszpak a-na e2 a-bi-szu i-ru-bu-u2 |
| b | Год, когда Икиш-Тишпак … … враждебный Greengus 32 n. 45 mu i-qi-isz-dtiszpak … … ja-ku-un … []-ub-ra kur2-u                                              |

| Династия Эшнунны          |                                              |                        |
| Предшественник: Ибни-Эрра | правитель Эшнунны начало XVIII века до н. э. | Преемник: Даннум-тахаз |